# П'ятаченко Григорій Олександрович
Григорій Олександрович П'ятаченко (22 березня 1932 — 27 березня 2022) — український державний і політичний діяч. Міністр фінансів України у 1991—1994 роках. Кандидат економічних наук, професор. Заслужений економіст України.

## Біографія
Народився 22 березня 1932 року в селі Великий Степ на Вінниччині.
У 1956 році закінчив Львівський торгово-економічний інститут, економіст; Кандидат економічних наук.
У 1956—1958 — заступник головного бухгалтера Рибницьких розробок «Сахкамінь» Міністерства промисловості продовольчих товарів УРСР.
У 1958—1960 — заступник головного бухгалтера з фінансових питань тресту «Сахкамінь» Вінницького радгоспу.
У 1960—1965 — заступник головного бухгалтера Вінницького раднаргоспу.
У 1966—1972 — заступник начальника фінансового відділу Мінхарчопрому УРСР.
У 1972—1984 — начальник фінансового управління Міністерства харчової промисловості УРСР.
У 1984—1991 — начальник відділу фінансів Держплану УРСР.
З липня по жовтень 1991 — заступник Міністра економіки України.
З 29 жовтня 1991 по 6 липня 1994 — Міністр фінансів України.
У 1992—1994 — керуючий від України в Міжнародному валютному фонді; керуючий від України в ЄБРР.
З 1994 — директор Науково-дослідного фінансового інституту при Міністерстві фінансів України.

## Громадська робота
- Член редколегії журналу «Фінанси України».
- Почесний директор Науково-дослідного фінансового інституту Академії фінансового управління Мінфіну України.

## Автор та співавтор праць
- П'ятаченко Г. О., Кухарець Л. В. Становлення та розвиток фінансів України. 1917—2003 / Науково-дослідний фінансовий ін-т при Міністерстві фінансів України. — К. : НДФІ, 2005. — 784с.

## Нагороди та відзнаки
- Почесна грамота Кабінету Міністрів України (липень 2003)[4].